# Bogor
Bogor este un oraș situat în partea de sud a Indoneziei, în vestul insulei Java, în provincia Java de Vest. La recensământul din 2010 avea o populație de 950.334 locuitori. Industria constructoare de mașini, chimică și alimentară.. Fondat în 1482.

## Personalități născute aici
- Alda Risma (1982 - 2006), cântăreață, actriță.